# Pardalisca marionis
Pardalisca marionis är en kräftdjursart. Pardalisca marionis ingår i släktet Pardalisca och familjen Pardaliscidae. Inga underarter finns listade i Catalogue of Life.